# Société charbonnière de la Barrette
La Société charbonnière de la Barrette fut l'une des premières sociétés des mines de charbon de Belgique, à Houdeng-Goegnies dans la région du Centre près de La Louvière. 

## Historique
La Société a obtenu la concession du site en 1735, et y installa en 1766 une machine d’extraction par le pompage de l'eau dans les galeries, dites « pompe à feu » de Thomas Newcomen.
Les terres appartenaient à François Marie Le Danois, marquis de Cernay, seigneur de Raismes, seigneur et comte de Houdeng, qui les revendit en 1740. Parmi les actionnaires, Joseph II détenait un douzième du charbonnage. L'exploitation systématique du charbon à Houdeng avait commencé le 14 février 1685 avec la création de la Société du Grand Conduit et du Charbonnage de Houdeng.
L’endroit, partagé entre cinq communes différentes (Houdeng-Aimeries, Houdeng-Gœgnies, La Louvière, Saint-Vaast et Trivières), à proximité du charbonnage, au carrefour près du pont enjambant le Thiriau du Luc (maintenant canalisé), fut tout naturellement appelé « à la Machine à Feu ». Afin d'écourter le trajet jusqu'à la « chaussée de Mariemont à Soignies » la Société demanda en 1783 la construction d’un chemin plus direct, d'une longueur de 116 verges et elle reçut une réponse favorable dans l'année.
En 1837 est constituée la Société anonyme du Charbonnage de la Barette. Elle sera absorbée en 1842 par la Société charbonnière du Bois-du-Luc, l'ancienne Société du Grand Conduit.